# 大野茂
大野 茂（おおの しげる、1928年1月8日 - 2006年6月2日）は、日本の実業家。九州電力代表取締役社長や、同社代表取締役会長、九州・山口経済連合会会長等を歴任した。旭日大綬章受章。岡山県岡山市出身。

## 人物・経歴
1951年九州大学経済学部卒業、日本発送電入社。九州電力東京支社長、九州電力取締役副社長を経て1991年から九州電力代表取締役社長を務めた。1997年九州電力代表取締役会長。同年より九州・山口経済連合会（現九州経済連合会）会長を務め、九州・沖縄サミット協力特別委員会を設立。2000年の第26回主要国首脳会議への対応にあたった。王貞治後援会王友会会長等も歴任。2004年秋の叙勲で旭日大綬章受章。
2006年6月2日午前4時47分、急性心筋梗塞のため福岡市内の病院で死去。78歳没。。